# 約氏絲隆頭魚
約氏絲隆頭魚，又稱約氏絲鰭鸚鯛，為輻鰭魚綱鱸形目隆頭魚亞目隆頭魚科的其中一種，分布於中西太平洋的馬紹爾群島海域，棲息深度18-28公尺，體長可達6公分，棲息在海草生長茂密的潟湖，以浮游生物為食，生活習性不明。

## 擴展閱讀
維基物種上的相關：約氏絲隆頭魚